# Talegalla
Talegalla – rodzaj ptaków z rodziny nogali (Megapodiidae).

## Zasięg występowania
Rodzaj obejmuje gatunki występujące na Nowej Gwinei i kilku sąsiednich wyspach.

## Morfologia
Długość ciała 45–61 cm; masa ciała samców 1325–1705 g, samic 1000–1785 g.

## Systematyka

### Etymologia
Talegalla (Talegallus, Tallegallus): fr. Talève, nazwa dla modrzyków, od malg. Talavana; łac. gallus „kogut”.

### Podział systematyczny
Do rodzaju należą następujące gatunki:
- Talegalla cuvieri Lesson, 1828 – nogal czerwonodzioby
- Talegalla fuscirostris Salvadori, 1877 – nogal czarnodzioby
- Talegalla jobiensis A.B. Meyer, 1874 – nogal brązowodzioby